# Miguel Ángel Asturias

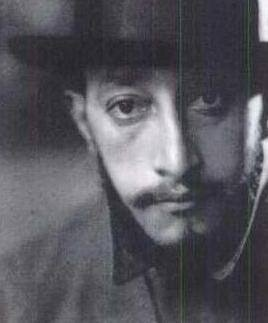
Miguel Ángel Asturias (1925)

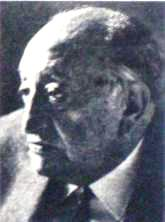
Miguel Ángel Asturias

Miguel Ángel Asturias (19. října 1899 Guatemala – 9. června 1974 Madrid, Španělsko) byl guatemalský spisovatel a diplomat, nositel Nobelovy ceny za literaturu (1967).
Asturiasův původ (jeho matka byla indiánka - Mayové) ovlivnil jeho tvorbu. Ángel se ve svých dílech věnuje především situaci Střední Ameriky a problematice tamějších indiánů, např. Hombres de maíz (1949; česky pod názvem Kukuřiční lidé, 1981), Leyendas de Guatemala (1930; Guatemalské legendy) a El señor Presidente (1946; česky pod názvem Pan prezident, 1971). Podílel se na překladu „indiánské bible“ Popol Vuhu.

## Život

### Mládí a studentská léta
Narodil se 19. října 1899 v hlavním městě Ciudad de Guatemala jako první syn
v rodině advokáta a venkovské učitelky. Po dvou letech se narodil jeho bratr Marco Antonio. Jejich otec Ernesto Asturias Girón byl, za diktatury Manuela Estrady Cabrery, pronásledován pro svoje demokratické smýšlení.
Matka María Rosales de Asturias měla indiánské předky a Miguel Ángel po ní zdědil nejen výrazné fyzické rysy, ale i zájem o historii původních obyvatel Latinské Ameriky, jejich mýty a legendy. Když mu bylo 6 let, rodina se přestěhovala do domu prarodičů v městečku Salamá v provincii Baja Verapaz. Život na venkově a vyprávění mladé indiánské chůvy měly velký vliv na jeho pozdější uměleckou tvorbu.
Když měl nastoupit na střední školu, rodina se přestěhovala zpět do hlavního města, kde Miguel Ángel vystudoval chlapecké gymnázium. Po maturitě začal studovat medicínu, ale po roce přestoupil na právnickou a sociální fakultu na Universidad de San Carlos de Guatemala. V roce 1920 se zúčastnil s ostatními studenty povstání proti diktátorovi Manuelu Estradovi Cabrerovi, který byl svržen. Na závěr studia obhájil titul diplomovou prací s názvem Sociální problematika Indiána. V roce 1921 se na studentském kongresu v Mexiku blíže seznámil s památkami starých Aztéků a Mayů. V roce 1922 byl jedním se zakladatelů Universidad Popular (Lidové university, která byla v roce 1933 zrušena při nástupu nového diktátora Jorgeho Ubica).
Po krátkém pobytu v Londýně, kde studoval etnografii, odjel Asturias do Francie studovat antropologii na pařížskou Sorbonu, kde byl žákem profesora Georgese Raynauda. Zde se také seznámil s francouzským překladem indiánských textů a začal překládat Popol Vuh do španělštiny. Za pobytu v Paříži se také osobně setkal s řadou francouzských i zahraničních spisovatelů a umělců, k těm nejznámějším patřili Romain Rolland, Louis Aragon, Luigi Pirandello, Ilja Erenburg, Thomas Mann nebo Miguel de Unamuno. Začal psát povídky a básně, které byly ještě ovlivněny francouzskou surrealistickou poetikou. V Paříži také založil časopis Nuevos Tiempos, který vycházel 10 let. V roce 1933 se Miguel Ángel Asturias, po téměř desetiletém pobytu v Paříži, vrátil zpět do vlasti.

### Novinář, politik, diplomat
Když se vrátil do Guatemaly, byl u moci diktátor Jorge Ubico a jeho režim neměl pochopení pro spisovatelovy politické ideály. Asturias pracoval jako novinář, založil a vydával časopis El diario del aire s rozhlasovou tematikou a věnoval se psaní poesie. V roce 1942 byl zvolen poslancem Congreso National. Po pádu režimu diktátora Ubica a nastolení demokratické vlády presidenta Juana Josého Arévala v roce 1944 začalo pro spisovatele období diplomatických služeb v různých zemích Střední a Jižní Ameriky (Mexiko, Argentina, Salvador) a také ve Francii v Paříži.
V roce 1954 kontrarevoluční puč plukovníka Carlose Castilla Armase nastolil opět diktátorský režim. Úřadující president Jacobo Arbenz, který uskutečnil v zemi zákonnou pozemkovou reformu, musel opustit vlast a Asturias, jako jeho stoupenec, byl nucen odejít do exilu.

### Rodina
Miguel Ángel Asturias se oženil v roce 1939 s Clemenciou Amadovou. Měli spolu dva syny, Miguela Ángela a Rodriga. V roce 1947 se rovedli. V roce 1950 se oženil podruhé s Blancou Morou Aranjovou a žil s ní až do své smrti.

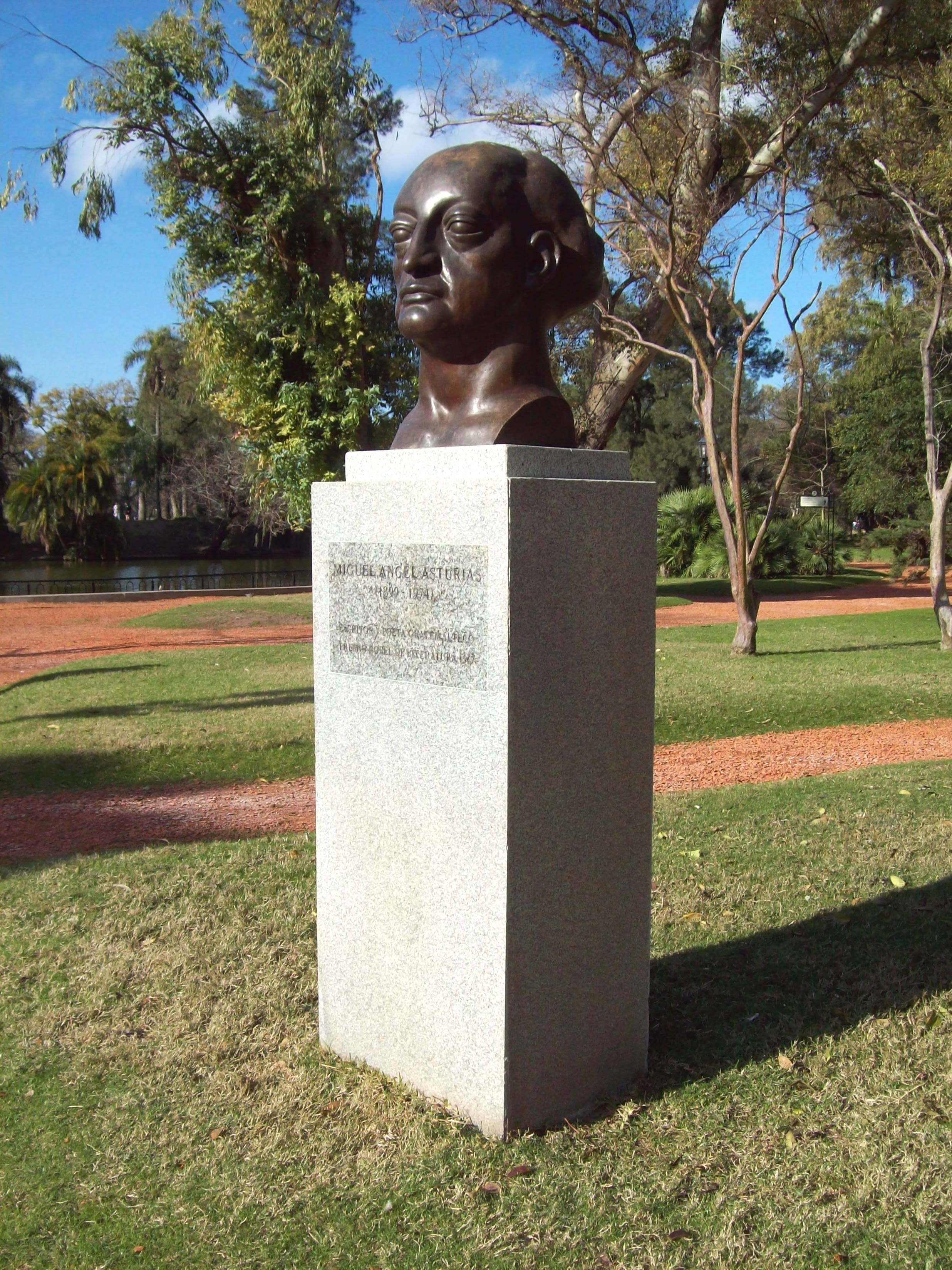
Spisovatelova busta v Parque Tres de Febrero v Buenos Aires

Jeho syn z prvního manželství Rodrigo Asturias Amado byl velitelem vojenské skupiny Unidad Revolucionaría Nacional Guatemalteca (Národní revoluční guatemalské jednoty) a přijal „válečné“ jméno Gaspar Ilóm, podle postavy domorodého rebela z románu svého otce Hombres de maíz (Kukuřiční lidé).

### Léta v exilu a rehabilitace
Spisovatelova druhá manželka pocházela z Argentiny a proto za místo svého exilového pobytu zvolili Buenos Aires. Během osmi exilových let se Asturias věnoval především psaní a po románu Viento fuerte (Uragán) vydal i druhý a třetí díl této „banánové trilogie“ – El papa verde (Zelený papež) a Los ojos de los enterrados (Oči pochovaných).
V roce 1966 byl v Guatemale zvolen presidentem Julio César Méndez Montenegro, Asturias byl rehabilitován a jmenován guatemalským velvyslancem v Paříži. V této funkci působil čtyři roky a v roce 1970 oznámil ukončení svojí diplomatické činnosti a věnoval se intenzívně literární tvorbě.

### Poslední roky

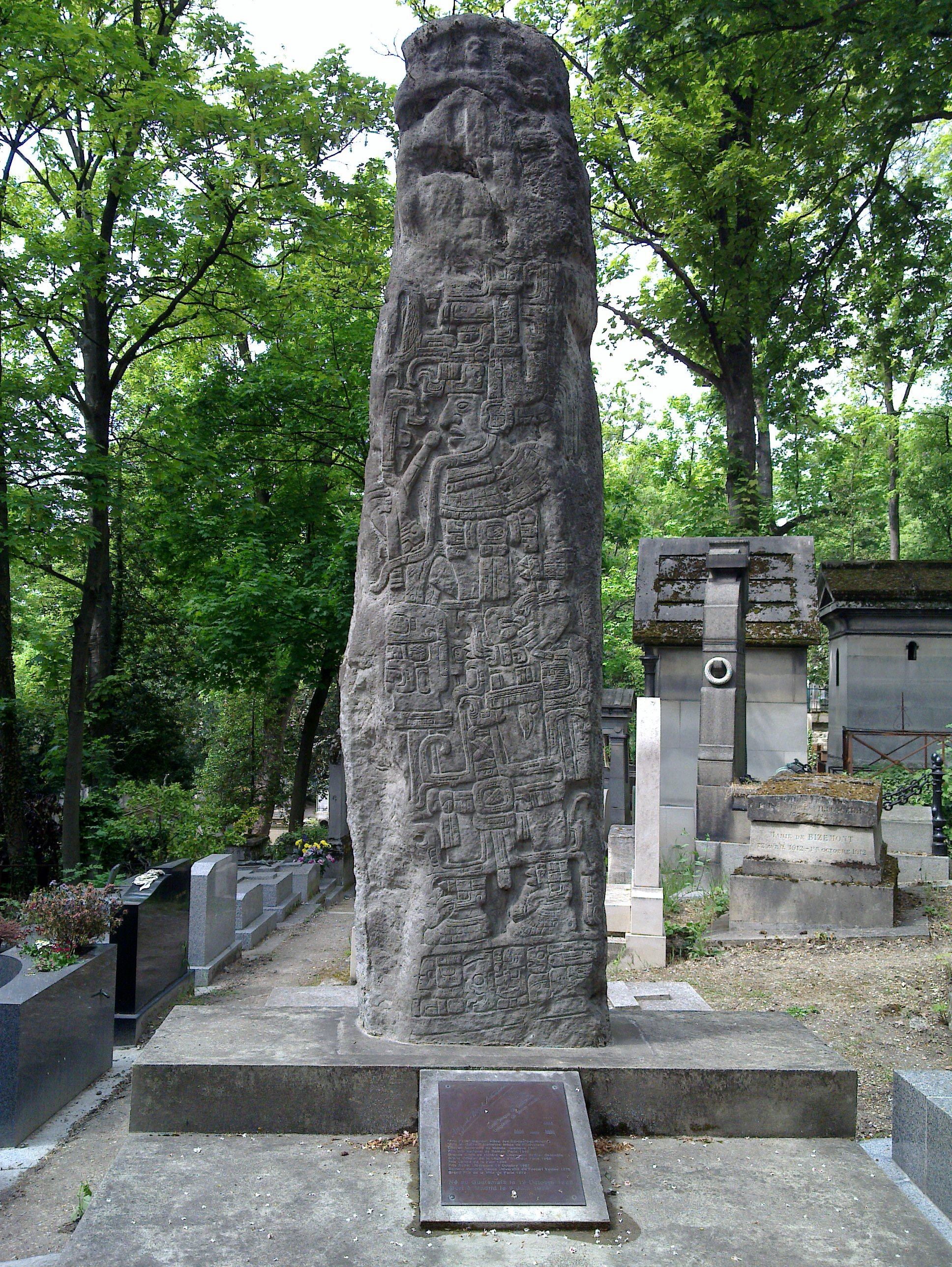
Hrob Miguela Ángela Asturiase na hřbitově Père Lachaise

Poslední léta života trávil spisovatel ve Španělsku v Madridu, kde 9. června 1974, po dlouhé nemoci, zemřel. Jeho ostatky byly převezeny do Francie a pohřbeny pod mayským totemem na pařížském hřbitově Père Lachaise, v oddíle 10.

## Dílo
Spisovatelovo dílo zahrnuje básně, prózu, antologii předkolumbovské poesie, divadelní texty a mnoho novinových článků.
Poesie
- Rayito de estrellas (1925),
- Cien de Alondra (1948),
- Clarivigilia primaveral (1965)

Povídky a novely
- Leyendas de Guatemala (1930),
- Week-end en Guatemala (1956),
- Le espejo de Lida Sal (1967)

Romány
- El señor Presidente (1946),
- Hombres de maíz (1949),
- Viento fuerte (1950),
- El papa verde (1954),
- Los ojos de los enterrados (1960),
- Mulata de tal (1963),
- Maladrón (1969),
- Viernes de dolores (1972),
- El árbol bajo la cruz (1973; vydáno posmrtně, 1993)

Knihy pro mládež
- El hombre que lo tenía todo todo todo (1981),
- La Machine à parler (1999)

Divadlo
- La Audiencia de los Confines (1957)

## Česká vydání
- Hádání z vlastní ruky (1961), Mláda fronta, Praha,
- Víkend v Guatemale – novely (1962), NPL, Praha,
- Pan president (1971), Svoboda, Praha,
- Na vějíři vláha slunce – předkolumbovská poesie (1977), Melantrich, Praha
- Kukuřiční lidé (1981), Svoboda, Praha

## Ocenění
- Mezinárodní Leninova cena „Za upevnění míru mezi národy“ (1966),
- Nobelova cena za literaturu (1967)

## Závěr
Spisovatelova tvorba, kterou někteří kritici označují jako poesii v próze, byla zpočátku ovlivněna francouzským surrealismem; některé rysy tohoto směru se, kromě poesie, objevují později i v jeho románech. Hlavním uměleckým směrem, který používal pro ztvárnění svých témat, byl ale magický realismus, který nejlépe vystihoval atmosféru rychle se střídajících období vojenských převratů, diktátorských režimů a většinou krátkých vlád demokraticky zvolených presidentů v jeho vlasti i v okolních zemích. Jeho dílo se vyznačuje hlubokou znalostí a zájmem o historii původních obyvatel Latinské Ameriky a životních podmínek a osudů jejich potomků v současnosti. Spisovatelovo jméno nese kulturní centrum s divadlem El Centro Cultural Miguel Ángel Asturias v hlavním městě Ciudad de Guatemala.